# Galaninski receptor 1
Galaninski receptor 1 je G protein spregnuti receptor kodiran  genom.
Neuropeptid galanin izaziva niz bioloških efekata putem interakcija sa specifičnim G-protein spregnutim receptorima. Galaninski receptori su sedam-transmembranski proteini za koje je pokazano da aktiviraju niz intracelularnih puteva sekundarnih glasnika. GALR1 inhibira adenilat ciklazu preko G proteina iz / familije. GALR1 je široko izražen u mozgu i kičmenoj moždini, kao i na perifernim lokacijama poput tankih creva i srca.

## Literatura
1. 1 2  „Entrez Gene: GALR1 galanin receptor 1”.

## Dodatna literatura
- Habert-Ortoli E; Amiranoff B; Loquet I;  . (1994). „Molecular cloning of a functional human galanin receptor.”. Proc. Natl. Acad. Sci. U.S.A. 91 (21): 9780—3. PMC 44900 . PMID 7524088. doi:10.1073/pnas.91.21.9780.
- Walli R; Schäfer H; Morys-Wortmann C;  . (1995). „Identification and biochemical characterization of the human brain galanin receptor.”. J. Mol. Endocrinol. 13 (3): 347—56. PMID 7534460. doi:10.1677/jme.0.0130347.
- Kask K; Berthold M; Kahl U;  . (1996). „Delineation of the peptide binding site of the human galanin receptor.”. EMBO J. 15 (2): 236—44. PMC 449938 . PMID 8617199.
- Lorimer DD, Benya RV (1996). „Cloning and quantification of galanin-1 receptor expression by mucosal cells lining the human gastrointestinal tract.”. Biochem. Biophys. Res. Commun. 222 (2): 379—85. PMID 8670213. doi:10.1006/bbrc.1996.0752.
- Nicholl J; Kofler B; Sutherland GR;  . (1997). „Assignment of the gene encoding human galanin receptor (GALNR) to 18q23 by in situ hybridization.”. Genomics. 30 (3): 629—30. PMID 8825658. doi:10.1006/geno.1995.1292.
- Sullivan KA, Shiao LL, Cascieri MA (1997). „Pharmacological characterization and tissue distribution of the human and rat GALR1 receptors.”. Biochem. Biophys. Res. Commun. 233 (3): 823—8. PMID 9168941. doi:10.1006/bbrc.1997.6542.
- Jacoby AS; Webb GC; Liu ML;  . (1998). „Structural organization of the mouse and human GALR1 galanin receptor genes (Galnr and GALNR) and chromosomal localization of the mouse gene.”. Genomics. 45 (3): 496—508. PMID 9367674. doi:10.1006/geno.1997.4960.
- Lorimer DD, Matkowskj K, Benya RV (1998). „Cloning, chromosomal location, and transcriptional regulation of the human galanin-1 receptor gene (GALN1R).”. Biochem. Biophys. Res. Commun. 241 (2): 558—64. PMID 9425310. doi:10.1006/bbrc.1997.7838.
- Fitzgerald LW; Patterson JP; Conklin DS;  . (1998). „Pharmacological and biochemical characterization of a recombinant human galanin GALR1 receptor: agonist character of chimeric galanin peptides.”. J. Pharmacol. Exp. Ther. 287 (2): 448—56. PMID 9808667.
- Strausberg RL; Feingold EA; Grouse LH;  . (2003). „Generation and initial analysis of more than 15,000 full-length human and mouse cDNA sequences.”. Proc. Natl. Acad. Sci. U.S.A. 99 (26): 16899—903. PMC 139241 . PMID 12477932. doi:10.1073/pnas.242603899.
- Henson BS; Neubig RR; Jang I;  . (2005). „Galanin receptor 1 has anti-proliferative effects in oral squamous cell carcinoma.”. J. Biol. Chem. 280 (24): 22564—71. PMID 15767248. doi:10.1074/jbc.M414589200.
- Schäuble N; Reichwald K; Grassl W;  . (2005). „Human galanin (GAL) and galanin 1 receptor (GALR1) variations are not involved in fat intake and early onset obesity.”. J. Nutr. 135 (6): 1387—92. PMID 15930442.
- Belfer I; Hipp H; Bollettino A;  . (2007). „Alcoholism is associated with GALR3 but not two other galanin receptor genes.”. Genes, Brain and Behavior. 6 (5): 473—81. PMID 17083333. doi:10.1111/j.1601-183X.2006.00275.x.

## Spoljašnje veze
- „Galanin Receptors: GAL1”. IUPHAR Database of Receptors and Ion Channels. International Union of Basic and Clinical Pharmacology. Архивирано из оригинала 03. 03. 2016. г.